# Fatukakae
Fatukakae (Fatucacae) ist ein Ort im osttimoresischen Suco Balibo Vila (Verwaltungsamt Balibo, Gemeinde Bobonaro). Er liegt in einer Meereshöhe von 436 m im Osten der Aldeia Fatululik. Der Ort bildet keine geschlossene Siedlung, sondern besteht aus mehreren Grüppchen von Häusern, die sich entlang der Straße von Balibo im Osten nach Batugade im Westen aufreihen. Die größte Häusergruppe bildet im Westen den Abschluss des Ortes, während im Osten mit dem Ortsteil Misi Balibo, der Hauptort des Verwaltungsamtes beginnt.